# Emily Santos
Emily Marie Santos Silva (15 de julio de 2005) es una nadadora panameña.Compitió en los 100 metros braza femeninos en los Juegos Olímpicos  de 2020.

## Biografía
En el Campeonato Centroamericanos y del Caribe de 2018 ganó tres medallas de oro y rompió 4 récord de la competencia.Representó a Panamá en los Juegos Olímpicos de 2020 en Tokio, Japón, donde en los 100 metros braza quedó en el puesto 34 en la serie de prueba con un tiempo de 1.10.61, pero no se clasificó para las semifinales. Participó en los Juegos Panamericanos de 2021 en Cali en donde quedó de quinto lugar en los 100 metros pecho y en los 200 metro pecho. en los XXXIV Campeonato Centroamericano y del Caribe de Natación ganó la medalla de oro y rompió un récord en los 50 metros pecho.Participó en los Juegos Suramericanos de 2022.Ganó la medalla de plata en los 200 metros pecho en los XXIV Juegos Centroamericanos y del Caribe.Participó en los Juegos Panamericanos de 2023 en los 100 metros pechoy en el relevo combinado mixto 100 metros.